# Guy Balland
Guy Balland (* 16. Mai 1960 in Champagnole) ist ein ehemaliger französischer Skilangläufer, Langstreckenspezialist.

## Werdegang
Balland belegte bei den Olympischen Winterspielen 1988 in Calgary den 48. Platz über 15 km klassisch, als bester Franzose jeweils den 24. Rang über 30 km klassisch und 50 km Freistil und zusammen mit Patrick Rémy, Jean-Luc Thomas und Dominique Locatelli den 11. Platz in der Staffel.
Bei den nordischen Skiweltmeisterschaften 1991 im Val di Fiemme lief er auf den 41. Platz über 10 km klassisch, auf den 27. Rang über 15 km Freistil und auf den 24. Platz über 50 km Freistil. Zudem errang er dort zusammen mit Patrick Rémy, Stéphane Azambre und seinem Bruder Hervé Balland den neunten Platz in der Staffel.
Im Januar 1992 holte er in Cogne mit dem 15. Platz über 15 km Freistil seinen ersten Weltcuppunkt. Bei den Olympischen Winterspielen 1992 in Albertville errang er den 37. Platz über 30 km klassisch und erreichte mit dem 14. Platz über 50 km Freistil seine beste Einzelplatzierung im Weltcup.
Als Langstreckenspezialist gewann Balland in seiner Karriere zahlreiche Skimarathon- und Volksläufe, so in den Jahren 1986, 1992 und 1994 den Skimarathon La Foulée Blanche. Im legendären, 76 km langen Worldloppet-Rennen Transjurassienne gelang ihm im Gegensatz zu seinem jüngeren Bruder Hervé nie der Sieg, sondern immer wieder Top-10-Platzierungen, unter anderen 4 Podestplätze (2. Platz 1991, 1994; 3. Platz 1995, 1999).
Nach seinem Rücktritt vom Leistungssport war Balland unter anderen unternehmerischen Tätigkeiten Inhaber von mehreren Skifachgeschäften im französischen Jura. Das letzte davon führte er zusammen mit seinem Bruder Hervé in ihrem Heimatdorf Morbier. Das Geschäft verkauften sie 2022 an den ehemaligen Langläufer Jean-Marc Gaillard.

## Teilnahmen an Weltmeisterschaften und Olympischen Winterspielen

### Olympische Winterspiele
- 1988 Calgary: 11. Platz Staffel, 24. Platz 30 km klassisch, 24. Platz 50 km Freistil, 48. Platz 15 km klassisch
- 1992 Albertville: 14. Platz 50 km Freistil, 37. Platz 30 km klassisch

### Nordische Skiweltmeisterschaften
- 1991 Val di Fiemme: 9. Platz Staffel, 24. Platz 50 km Freistil, 27. Platz 15 km Freistil, 41. Platz 10 km klassisch